# Simonyi Piroska
Simonyi Piroska (Budapest, 1978. február 3. –) magyar szinkronszínész, Simonyi Balázs nővére.

## Életrajza
Gyerekkora óta foglalkozik szinkronizálással. Az érettségi követően magyar szakon tanult, majd Földessy Margit Szinitanodájának hallgatója volt.

## Film szinkronszerepek
- Bajos csajok: Janis Ian - Lizzy Caplan
- Lolita: Dolores Haze - Dominique Swain
- Doktor Szöszi: Serena - Alanna Ubach
- Hóból is megárt a sok: Marla - Katharine Isabelle
- Mintamókus: Kelsey Jordan - Janna Michaels
- Támad a Mars!: Taffy Dale - Natalie Portman
- Tegnap és ma: Young Samantha Albertson - Gaby Hoffmann
- Amerikai pite: Michelle - Alyson Hannigan
- Amerikai pite 2.: Michelle - Alyson Hannigan
- Amerikai pite 3.-Az esküvő: Michelle - Alyson Hannigan
- Gimiboszi: Lisa Flanagan - Frankie Ingrassia

## Sorozat szinkronszerepek
- Aki bújt aki nem: Amanda Zimm - Laura Bertram
- Azúrkék óceán: Julie Delcourt - Louise Monot
- A betolakodó: Maricruz Roldán - Sherlyn
- A farm ahol élünk: Mary Ingalls Kendall - Melissa Sue Anderson (2. hang)
- A szerelem ösvényei: Alicia Betanzos Martínez - Margarita Magaña
- Az első csók: Annette - Magalie Madison (első hang)
- Barátok és szerelmek: Citlalli de la Fuente - Audrey Vera
- Cyberchase: Inez
- Dallas: Charlotte 'Charlie' Wade - Shalane McCall
- Digimon Adventure: Mimi
- Drakula: Sophie Metternich - Mia Kirshner
- Erdei iskola: Katherine Ann 'Kat' Cabot - Kandyse McClure
- Egy kamasz lány naplója: Nadine - Amy Kwolek
- Franklin: Hód - Leah Renee Cudmore
- Galidor: Allegra Zane - Marie-Marguerite Sabongui
- H2O - Egy vízcsepp elég: Rikki Chadwick - Cariba Heine
- Hetedik mennyország: Mary Camden/Rivera - Jessica Biel (régi szinkronverzió)
- Hetedik mennyország: Sandy Jameson - Haylie Duff (első hang)
- Jericho: Skylar Stevens - Candace Bailey
- Lassie "1": Megan "Maggie" McCullough - Wendy Cox
- Linus és barátai: Astraya - Jessica Wildschut
- Lovas iskola: Reggie McDowell - Abbie Cornish
- Ki vagy, doki? (Karácsonyi támadás): - Sally Anita Briem
- Kórház a város szélén 20 év múlva: Monika - Adéla Pristásová
- Kölykök a 402-es tanteremből: Nancy - Mindy Cohn
- Malibui szívtiprók: Nina Gerard - Katie Wright
- Parker Lewis sohasem veszít: Shelly Lewis - Maia Brewton
- Spinédzserek: Dionne "Dee" Davenport - Stacey Dash
- Szerelmek Saint - Tropez-ban: Victoria Morel - Lucie Jeanne
- Szívek szállodája: Paris Geller - Liza Weil
- Szívtipró gimi: Thania Saya - Tasneem Roc
- Tökös csajok: Catharina - Stefanie Dreyer
- Vadmacska: Karina Rios - Adamari López
- Váratlan utazás: Felicity King - Gema Zamprogna
- Varázslatos álmok(Sailor Moon): Uránusz tündér (Sailor Uranus)
- Veronica Mars: Cindy 'Mac' Mackenzie - Tina Majorino
- Viszonyok: Karen Lukens - Jane Adams
- Wolf Lake: Sophia Donner -  Mary Elizabeth Winstead